# دیوید زونانا
دیوید زونانا (انگلیسی: David Zonana؛ زادهٔ ۲۲ نوامبر ۱۹۸۹) کارگردان، تهیه‌کننده فیلم و فیلم‌نامه‌نویس اهل مکزیک است. وی از سال ۲۰۱۴ میلادی تاکنون مشغول فعالیت بوده است.